# Supercoppa di Bulgaria 2007
La Supercoppa di Bulgaria 2007 è stata la 5ª edizione di tale competizione, disputata il 26 luglio 2007 allo Stadio Nazionale Vasil Levski di Sofia. La sfida ha visto contrapposte il Levski Sofia, vincitore del campionato e della coppa nazionale, e il Liteks Loveč, finalista della coppa. Il Levski Sofia ha avuto la meglio sul Liteks Loveč per 2 a 1 dopo i tempi supplementari, conquistando il trofeo per la seconda volta nella sua storia.

## Tabellino
| Arbitro: | Hristo Ristoskov (Sandanski) |

|                         |           |          |
| Bardon 13’ Jayeoba 109’ | Marcatori | 90’ Beto |

| Levski Sofia | Liteks Loveč |

| Levski Sofia:    |    |                            |
|                  |    |                            |
| P                | 1  | Georgi Petkov              |
| D                | 3  | Zhivko Milanov             |
| D                | 15 | Chakib Benzoukane          |
| D                | 4  | Igor Tomašić               |
| D                | 25 | Lúcio Wagner               |
| C                | 6  | Richard Eromoigbe 104’     |
| C                | 22 | Darko Tasevski 65’         |
| C                | 21 | Dimităr Telkijski (c) 103’ |
| C                | 10 | Hristo Jovov 78’           |
| A                | 27 | Cédric Bardon              |
| A                | 17 | Valeri Domovchiyski 60’    |
| Substitutes:     |    |                            |
| P                | 12 | Božidar Mitrev             |
| D                | 5  | Borislav Stojčev           |
| C                | 8  | Georgi Sarmov 78’          |
| C                | 18 | Miroslav Ivanov 65’        |
| A                | 77 | Milan Koprivarov           |
| A                | 23 | Ekundayo Jayeoba 60’       |
| A                | 24 | Nikolay Dimitrov           |
| Allenatore:      |    |                            |
| Stanimir Stoilov |    |                            |

| Liteks Loveč:  |    |                        |
|                |    |                        |
| P              | 12 | Todor Todorov          |
| D              | 2  | Robert Popov (c)       |
| D              | 22 | Plamen Nikolov         |
| D              | 6  | Cédric Uras 48’        |
| D              | 5  | Mihail Venkov          |
| C              | 16 | Stanislav Manolev 103’ |
| C              | 10 | Sandrinho              |
| C              | 17 | Fabien Boudarène       |
| C              | 24 | Petar Zlatinov 17’     |
| A              | 11 | Beto                   |
| A              | 32 | Ivelin Popov 71’       |
| Substitutes:   |    |                        |
| P              | 1  | Ilia Nikolov           |
| D              | 20 | Ivan Bandalovski 103’  |
| D              | 13 | Tihomir Trifonov       |
| D              | 15 | Ivan Skerlev           |
| D              | 18 | Krum Bibiškov 71’      |
| A              | 23 | Nebojša Jelenković     |
| A              | 26 | Dudu 17’ 103’          |
| Allenatore:    |    |                        |
| Ferario Spasov |    |                        |